# The Flairs
The Flairs (ou Flares) foi um grupo americano de doo-wop radicado em Los Angeles. Através de sua existência, o grupo passou por várias mudanças de membros. Seus integrantes mais notáveis incluem Richard Berry (compositor de "Louie Louie") e Cornell Gunter, que foi também membro do The Coasters.

## References
1. ↑  Lee Cotten  The Golden Age of American Rock 'n Roll -1989 Volume 1 - Page 114  The Flairs were another of the Los Angeles groups .
2. ↑  Vladimir Bogdanov -  All Music Guide to Soul: The Definitive Guide to R&B and Soul 2003 " basically the Flairs were formed by teenagers in LA. in the early '50s and founded by future the .